# St. Bonifatius (Hamburg-Eimsbüttel)

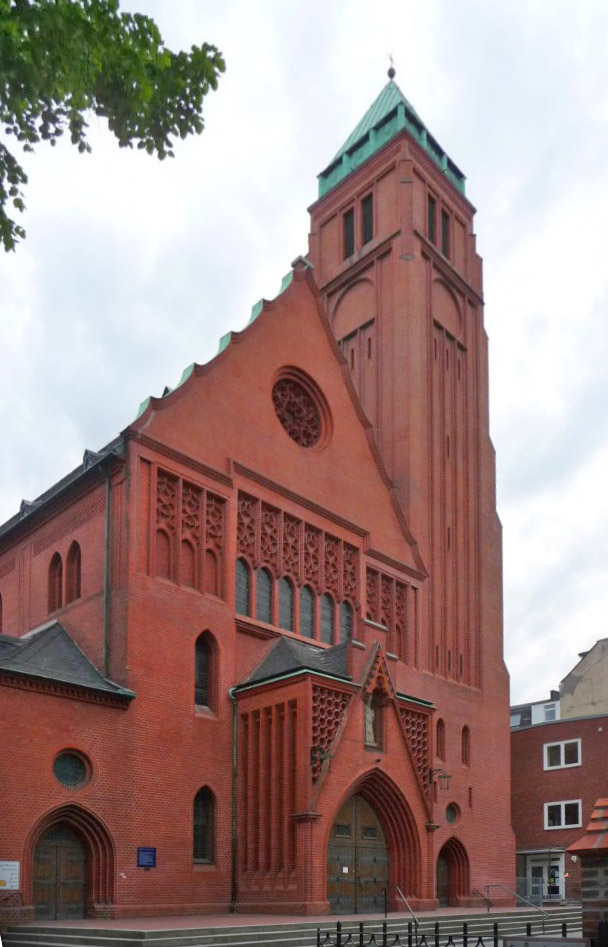
St. Bonifatius Hamburg-Eimsbüttel, Straßenfassade

St. Bonifatius ist eine römisch-katholische Pfarrkirche in Hamburg-Eimsbüttel. Sie wurde 1909/1910 nach dem Entwurf des Kölner Architekten Fritz Kunst erbaut. Seit 1998 steht das Gebäude unter Denkmalschutz.
Der Backsteinbau hat einen gedrungenen Querschnitt in basilikaler Form mit eingezogenem Chor und halbrunder Apsis. Das Hauptschiff wird von kleinen Zwillingsfenstern im Obergaden belichtet. Der Turm mit quadratischem Grundriss und pyramidenförmigem Kupferdach grenzt nördlich an das Hauptschiff an und bildet mit dessen Stirnseite die asymmetrische Straßenfront. Das Gebäude erinnert trotz des Kreuzrippengewölbes an gotische Bettelordenskirchen.